# Grobowiec Humajuna
Grobowiec Humajuna (hindi: हुमायूँ का मकबरा, ang. Humayun’s Tomb, pers. آرامگاه همایون) – kompleks budowli w Nowym Delhi, miejsce pochówku Humajuna (1508–1556), władcy Indii z dynastii Wielkich Mogołów (1530–1540, 1555–1556).
Grobowiec Humajuna został wzniesiony w charakterystycznym stylu architektury Mogołów, łączącym sztukę indyjską ze sztuką perską.
W 1993 roku grobowiec został wpisany na listę światowego dziedzictwa UNESCO.

## Opis
Budowa grobowca rozpoczęła się w 1564 roku, po śmierci Humajuna, a została zakończona w 1572 roku. Grobowiec został najprawdopodobniej zaprojektowany przez samego Humajuna. Pracami budowlanymi kierowała wdowa po Humajunie – Hamida Banu Begum, a prace prowadzone były przez perskiego architekta – Miraka Mirzę Ghijatha.
Budowla powstała z czerwonego piaskowca, a do wykończenia użyto białego marmuru. Mauzoleum stoi na kwadratowej podstawie, z arkadami z każdej strony i szesnastoma osobnymi wejściami do budynku. W środku wzniesiono oktagonalną komnatę, nakrytą kopułą – miejsce pochówku Humajuna (1508–1556) – otoczoną przez mniejsze oktagonalne pomieszczenia, gdzie znajdują się groby Hamidy oraz dziewięciu innych członków rodziny królewskiej. W środkowej komnacie znajduje się cenotaf.
Grobowiec otaczają ogrody w stylu perskim, założone na planie kwadratu, podzielone na cztery części oddzielone groblami, którymi poprowadzone są wąskie kanały. Całość otacza mur z dwiema bramami, od południa i od zachodu. Przy części środkowej muru wschodniego stoi pawilon baradari, a przy środkowej części muru północnego – hammam.
Grobowiec jest jednym z pierwszych założeń ogrodowych wzniesionych przez Mogołów, a ogrody najstarszymi, które zachowały się do dziś na oryginalnym planie. Reprezentuje on wczesny styl architektury Mogołów, który ewoluował w późniejszym okresie i znalazł zastosowanie przy budowie Tadź Mahal w Agrze.

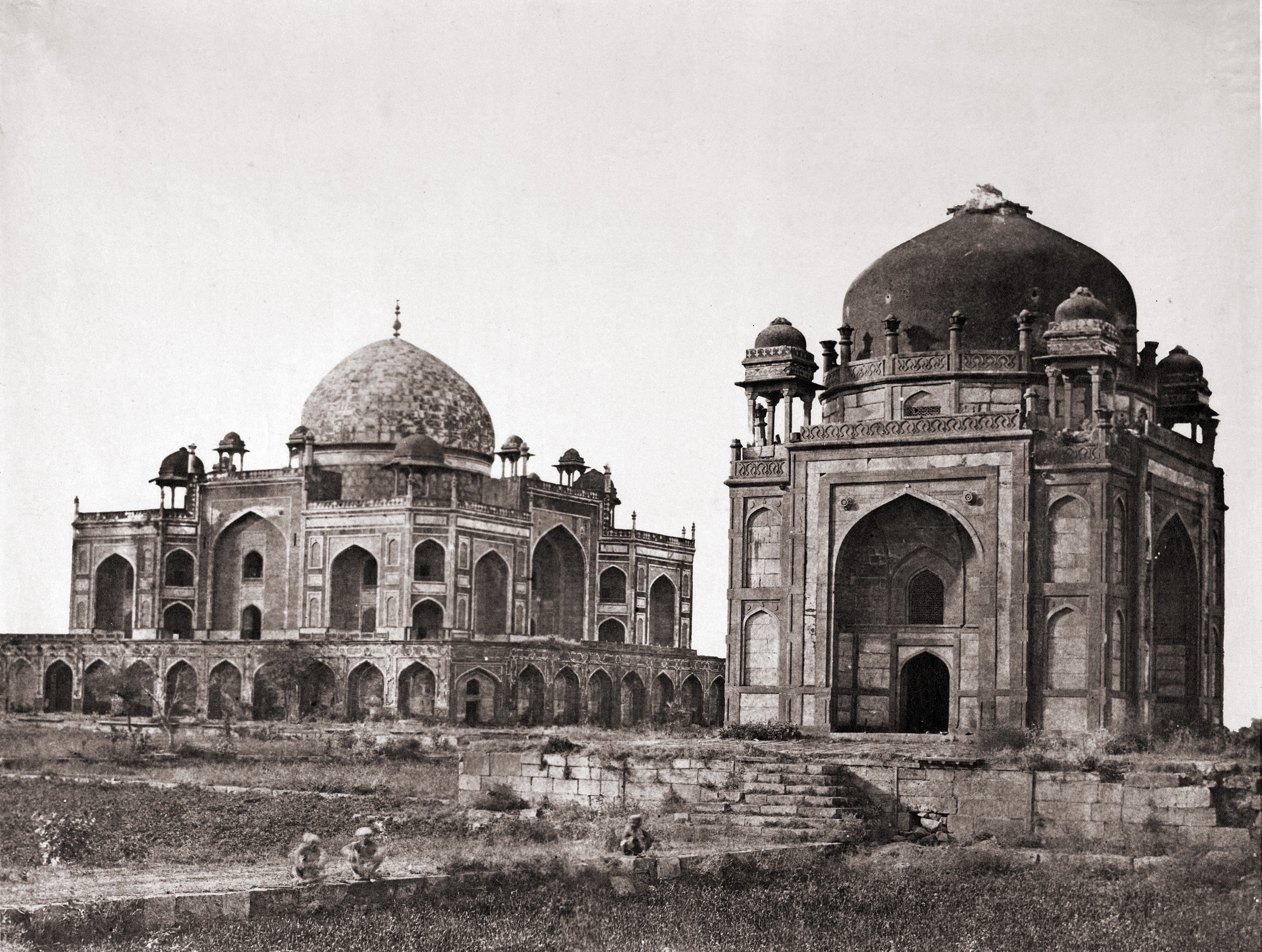
Grobowiec Humajuna, 1858 rok
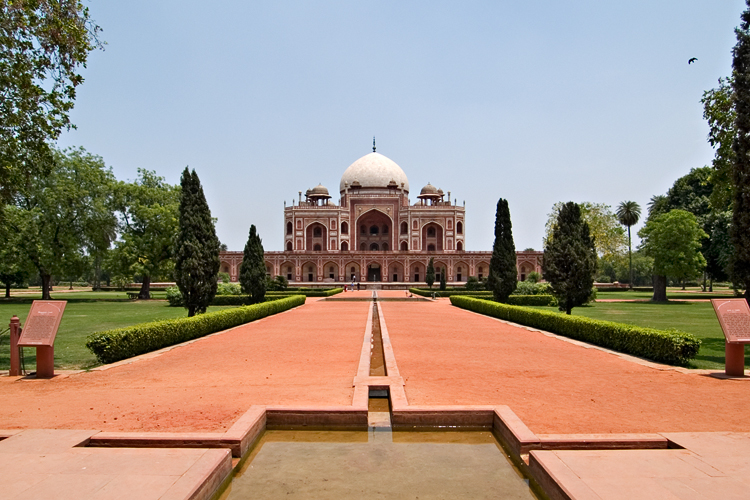
Grobowiec Humajuna położony w ogrodzie krajobrazowym, typowym dla architektury Mogołów (por. Tadź Mahal)
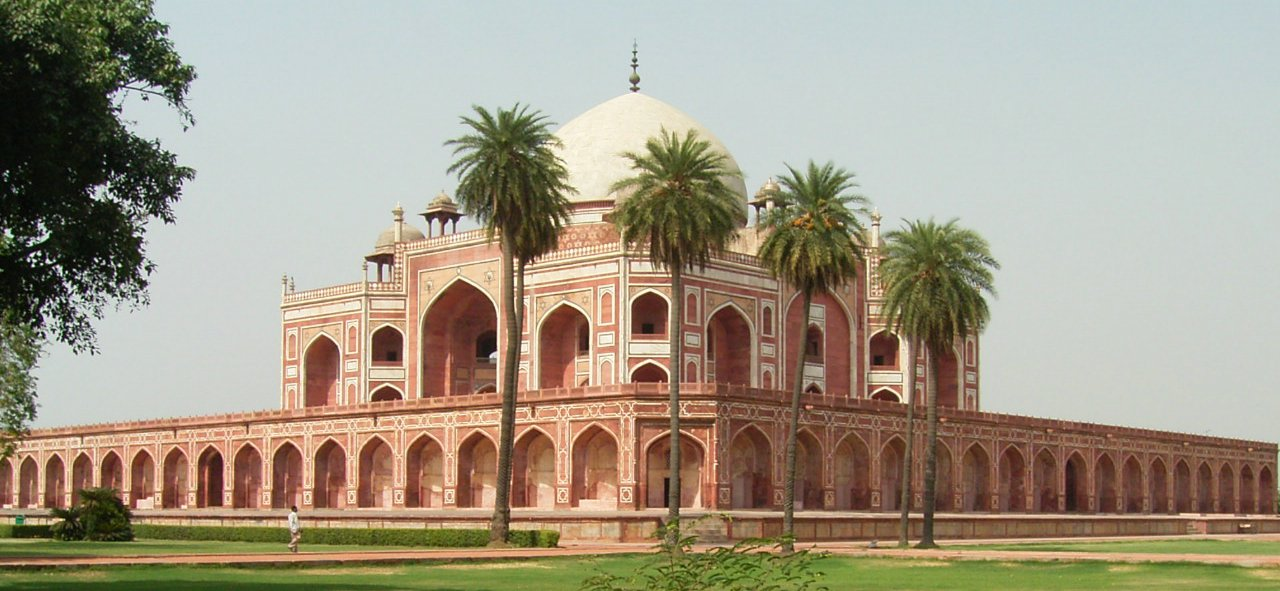
Grobowiec Humajuna
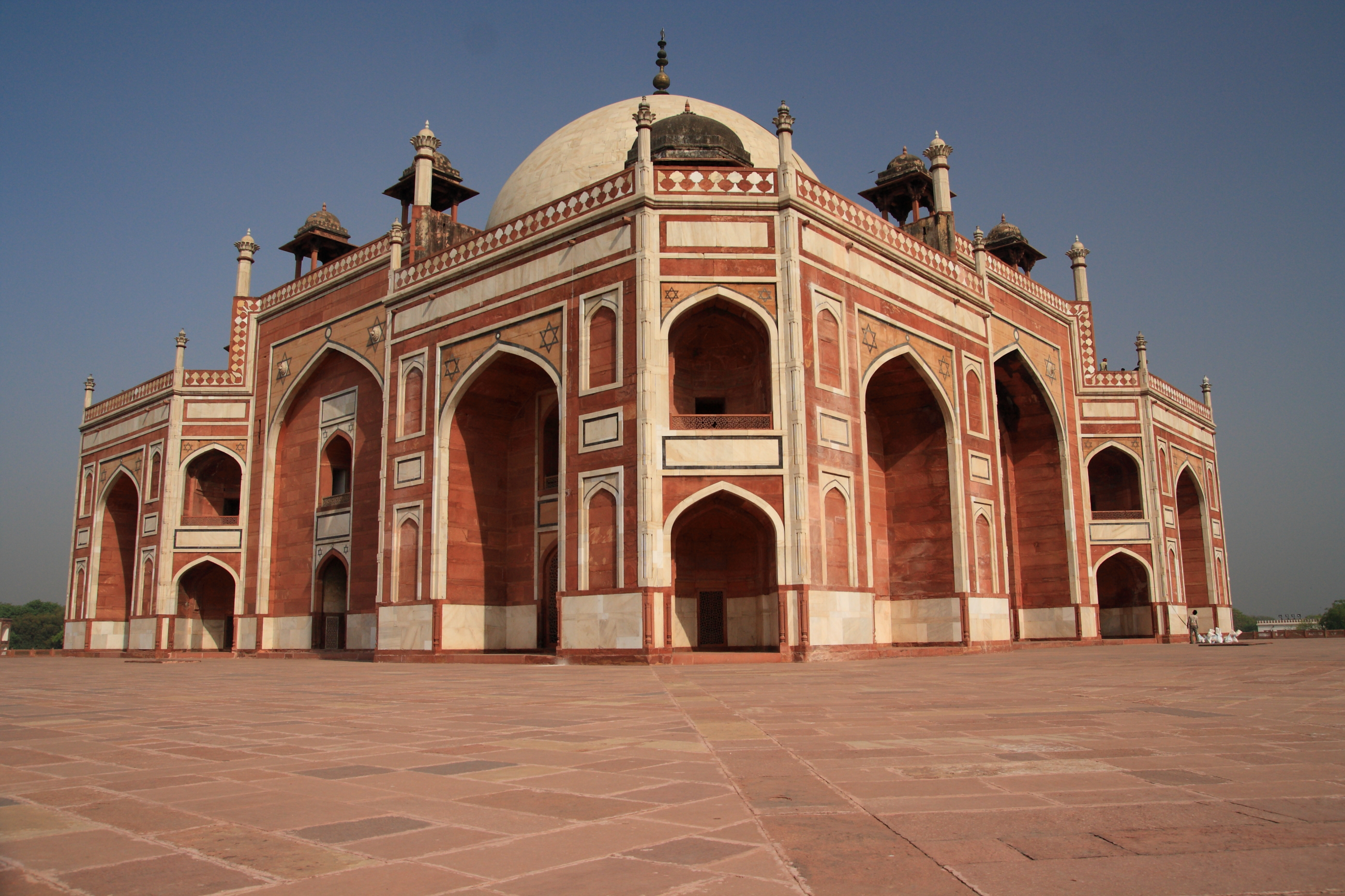
Grobowiec Humajuna
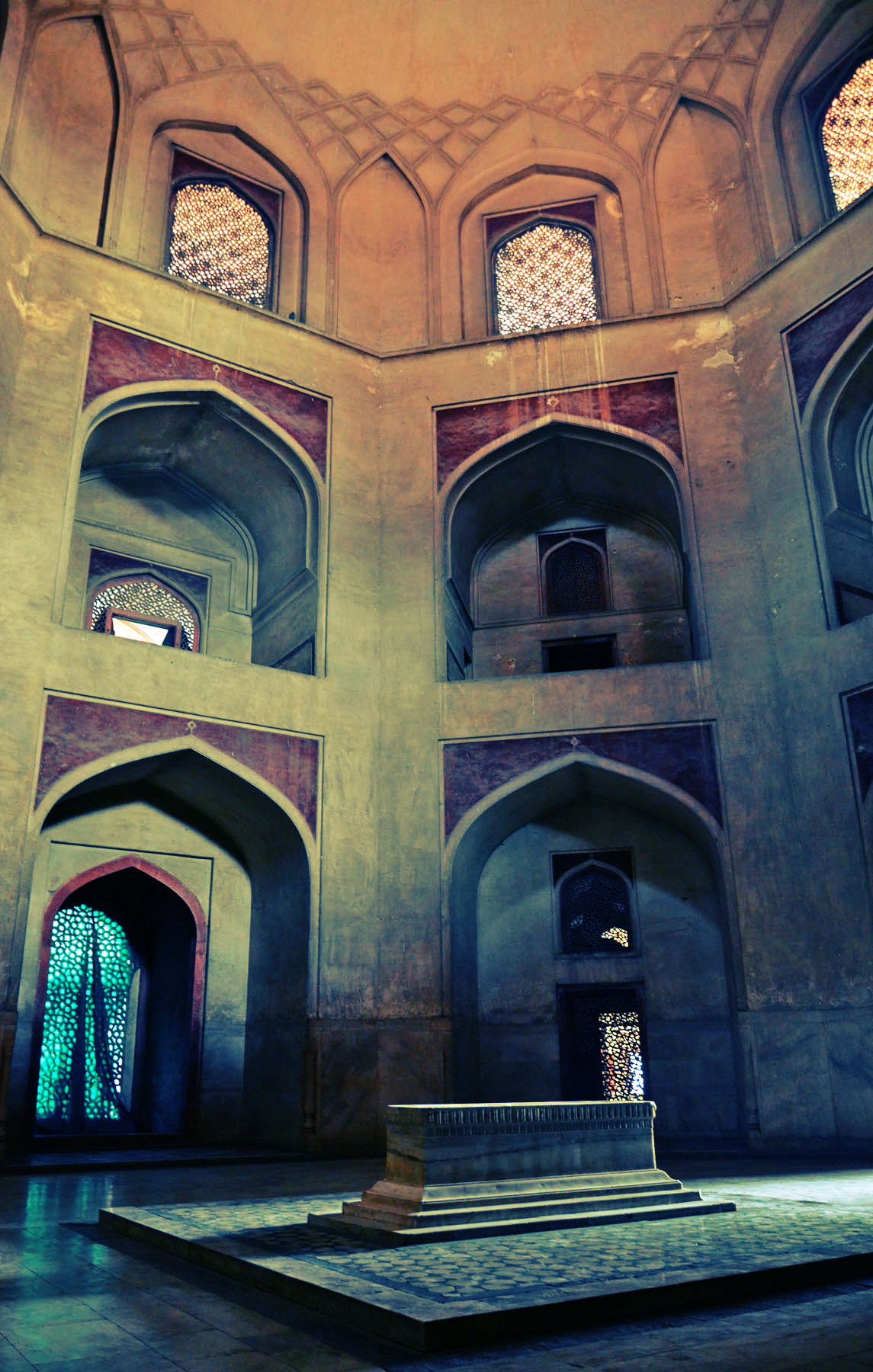
Cenotaf Humajuna